# Torregamones
Torregamones ist ein nordwestspanischer Ort und eine Gemeinde (municipio) mit 226 Einwohnern (Stand: 2024) im Westen der Provinz Zamora der Autonomen Gemeinschaft Kastilien-León. 

## Lage
Torregamones liegt in der kastilischen Hochebene in einer Höhe von etwa 730 m an der Grenze zwischen Portugal und Spanien, die der Duero bildet. Die Provinzhauptstadt Zamora ist etwa 39 Kilometer (Fahrtstrecke) in östlicher Richtung entfernt. Das Klima im Winter ist durchaus kalt, im Sommer dagegen warm bis heiß, Regenfälle (ca. 593 mm/Jahr) fallen verteilt übers ganze Jahr.

## Bevölkerungsentwicklung
| Jahr      | 1970 | 1981 | 1991 | 2001 | 2011 | 2021 |
| Einwohner | 536  | 467  | 388  | 344  | 299  | 237  |

## Sehenswürdigkeiten

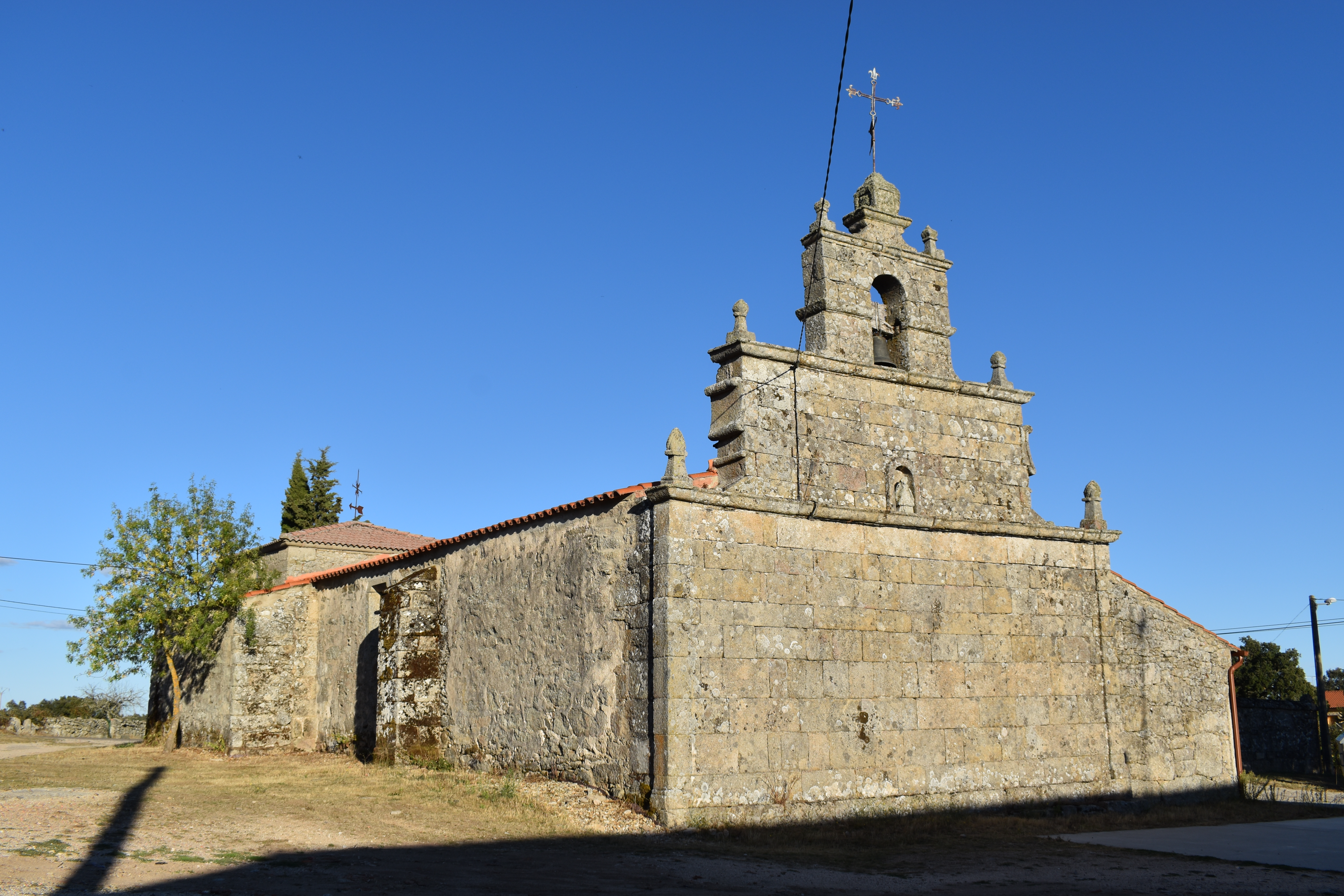
Ildefonsuskirche
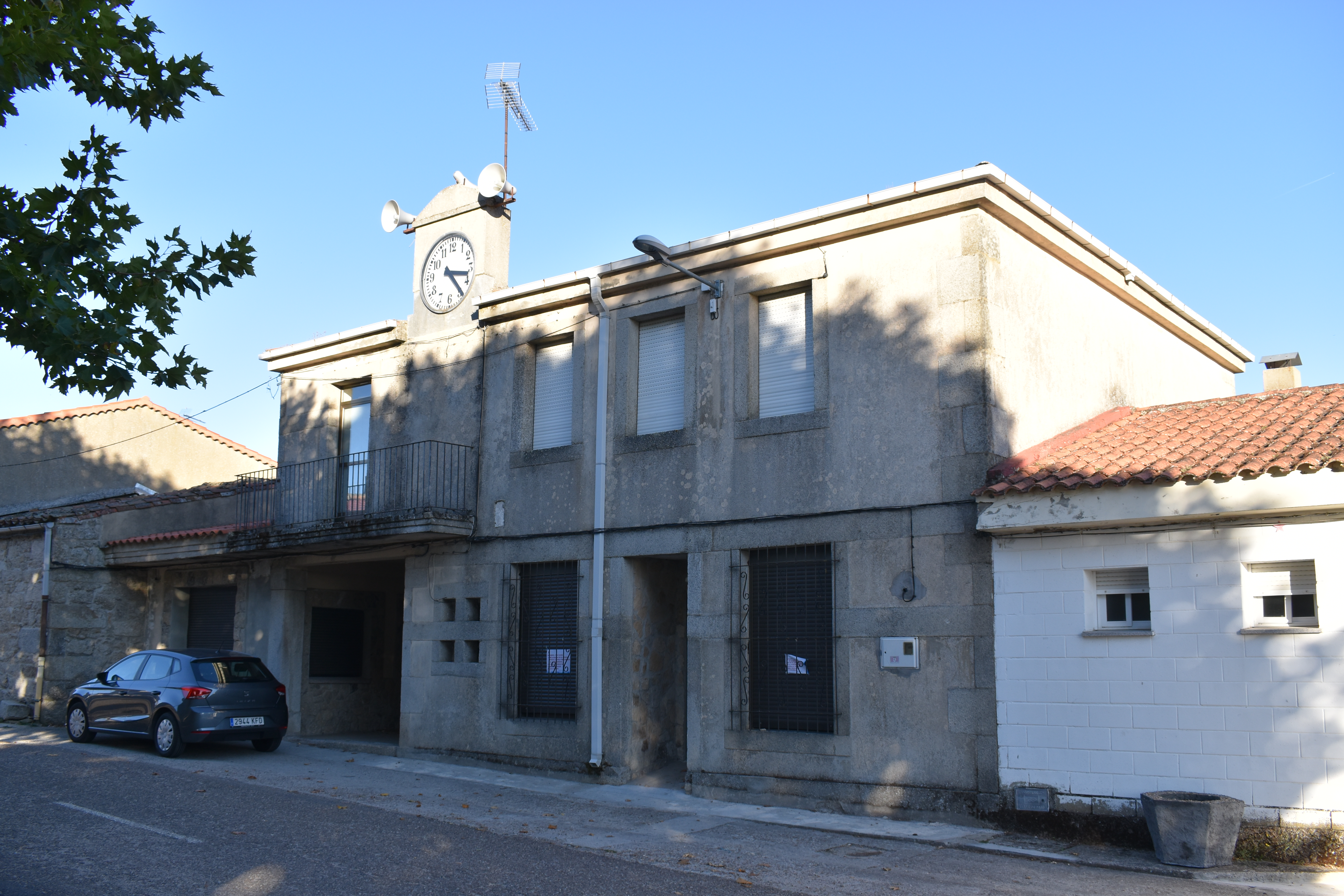
Marienkapelle

- Marienkapelle
- Rathaus